# Fakt
Fakt (z latinského factum, to, co je udělané, hotové, česky skutečnost) je pojem pro jednotlivou poznanou a ověřenou dílčí skutečnost, událost, výsledek.

## Wittgensteinova metoda
Podle Wittgensteina je fakt „to, čemu tak jest“, „svět je celkem faktů a nikoli věcí“ a „rozpadá se na fakty“. Pojem faktu tak zdůrazňuje několik důležitých přesvědčení:
1. Svět je jednoznačně dělitelný na určité části, fakta, která se příliš nemění.
2. Tyto části jsou samy o sobě a jednotlivě poznatelné.
3. Skutečné poznání je poznání jednotlivých faktů.
4. Jejich situace, souvislosti a vztahy lze zanedbat.[4]
5. Poznáním faktu (Tatsache) se stav věcí (Sachverhalt) nemění.[2]

Tato metoda poznávání byla poprvé navržena Descartem v „Rozpravě o metodě“ a stala se základem mechanistické vědy. U Wittgensteina vychází z logiky, kterou lze formalizovat tak, aby tyto předpoklady splňovala. Síla této metody spočívá v tom, že umožňuje bezpečné poznání jednoduchých věcí, jehož mohou používat všichni další vědci. Jednotlivý a správně poznaný fakt lze kdykoli znovu ověřit a lze se na něj spolehnout. Díky tomu je moderní věda kumulativní, založená na hromadění zajištěných faktů, k nimž lze přidávat další a budovat z nich libovolně složité systémy.
Jisté omezení tkví ovšem v tom, že metoda předpokládá, že rozložením zkoumaného předmětu na jednotlivá fakta a jejich opětovným složením se předmět podstatně nezměnil. To více či méně platí pro mechanismy a stroje, proto je důsledkem této metody mechanismus. Při zkoumání složitějších – například živých – předmětů tomu tak často není a navíc zde chybí ještě časový rozměr zkoumaného. Fakt je ryze přítomný, to, co je zde a nyní, kdežto u živých a vůbec podstatně proměnlivých předmětů hraje roli i jejich minulost a budoucnost.
Pojem faktu obvykle také vyjadřuje objektivní jistotu příslušného poznání, jeho nezávislost na zkoumajícím subjektu. Paradoxně však etymologie pojmu v latině, v němčině i v češtině naznačuje souvislost s lidským konáním: latinské factum je od facere, dělat; německé Tatsache je od die Tat, čin, a české skutečnost je od „skutiti“ nebo „kutiti“.

## Související fakta
Jakékoliv netriviální konečné prohlášení o realitě je nezbytná či nutná abstrakce sestavená dohromady z objektů, vlastností a vztahů, představujících Související fakta (anglicky compound facts). Např. ze skutečnosti prohlašující, že "Paříž je hlavní město Francie" vyplývá, že existuje místo jako Paříž, že existuje takové místo jako Francie, že existují takové věci jako hlavní města, že existuje něco jako vláda, konkrétně francouzská vláda, která má moc určit hlavní město, a že tato vláda zvolila Paříž jako hlavní město. Všechna tato tvrzení musí navíc platit ve stejnou dobu, aby dovolila tvrdit, že Paříž je hlavní město Francie.

## Fakta a vědecký postup
Vědecká fakta jsou nezávislá na pozorovateli: bez ohledu na to, kdo provede vědecký experiment, všichni pozorovatelé se shodnou na výsledku. S tvrzením je v souladu následující citáty:
| „                | Omyl se nestane pravdou proto, že ho mnozí šíří, tak jako se pravda nestane omylem proto, že ji nikdo nevidí. Pravda stojí sama na sobě. (An error does not become truth by reason of multiplied propagation, nor does truth become error because nobody sees it. Truth stands, even if there be no public support. It is self sustained.) | “ |
| — Mahátma Gándhí | |   |